# 日本華納兄弟
日本华纳兄弟（日语：ワーナー ブラザース ジャパン，英语：Warner Bros. Japan LLC.）是日本的一家娱乐出版公司。为美国华纳兄弟在日本的旗下公司。
其下属业务部门包括：电影制作和发行部门“华纳兄弟电影”、家庭软件和数字内容部门“华纳兄弟家庭娱乐”（原“华纳家庭视频和数字发行部”）、电视节目及视频发行部门“华纳兄弟电视公司”和角色产品授权部门“华纳兄弟消费产品”。

## 公司历史
1992年5月29日，时代华纳娱乐日本有限公司成立。
2002年与East West Japan Co., Ltd.和日本華納音樂合并成为日本华纳娱乐有限公司。但在两年后的2004年，随着时代华纳美国（现华纳媒体）的音乐部门被剥离，该公司音乐软件部门被分离为日本華納音樂有限公司。
2010年发布电影《最后的忠臣藏》，该公司正式进入日本电影制作。
2011年，该公司得到从日本NBC环球娱乐有限责任公司转移的TV动画业务和游戏发行业务，并进入了动画行业和游戏行业。同年，该公司还成立了音乐厂牌“Warner Home Video”，并于11月1日以准会员身份加入日本唱片協會。
2014年4月1日以准会员身份加入日本动画协会。同年5月1日，“华纳家庭视频和数字发行部”更名为“华纳兄弟家庭娱乐”，家庭软件品牌名称由“Warner Home Video”更名为“华纳兄弟家庭娱乐”。同时，该公司开始了其手游业务。
2016年4月1日，通过更改名称和公司类型，日本华纳娱乐有限公司改为了日本华纳兄弟合同会社。
2020年1月16日，美国华纳兄弟家庭娱乐公司和环球影业家庭娱乐公司宣布整合其在北美的软件销售和发行业务。随着两家公司签订国际授权协议，华纳兄弟作品的销售权从同年10月9日起转让给日本NBC环球娱乐。

## 旗下藝人
- eyelis
- ALTIMA
- 井口裕香
- ALL OFF
- 鹿乃
- 岸田教団&THE明星ロケッツ
- KOTOKO - 2011年自Geneon環球娛樂移入。
- 早見沙織
- 三澤紗千香
- RO-KYU-BU! - 動畫《蘿球社！》主角五人衍生的聲優團體。
- 分島花音 - 出道後自DefSTAR Records移入。

## 备注

## 外部連結
- 日本華納兄弟官方網站 （页面存档备份，存于）
- 日本華納游戏官方網站 （页面存档备份，存于）
- 魔法世界｜华纳兄弟 （页面存档备份，存于）
- DC漫画 | 华纳兄弟 （页面存档备份，存于）
- 华纳恐怖娱乐 | 华纳兄弟 （页面存档备份，存于）
- 乐高®主页｜ 华纳兄弟 （页面存档备份，存于）
- 探索HBO的魅力｜ 华纳兄弟 （页面存档备份，存于）
- WB Kids GO （页面存档备份，存于）
- DC Kids （页面存档备份，存于）
- 华纳兄弟 Wiki ——华纳兄弟认证的Wiki
- ワーナー ブラザース ジャパン的X（前Twitter）
- Warner Bros. Japan Anime的X（前Twitter）
- 华纳游戏官方推特的X（前Twitter）
- 日本华纳兄弟的Facebook專頁
- 华纳海外电视剧的Facebook專頁
- 华纳游戏的Facebook專頁
- 日本华纳兄弟的Instagram帳戶
- 华纳海外电视剧的Instagram帳戶
- YouTube上的华纳兄弟官方頻道
- YouTube上的warnervodjapan頻道
- YouTube上的华纳兄弟日本动画頻道